# Entonces me casé con la antifan
Entonces me casé con la antifan (en hangul, 그래서 나는 안티팬과 결혼했다; RR: Geuraeseo Naneun Antipaen-gwa Gyeolhonhaetda; título inglés: So I Married the Anti-fan) es una serie de televisión surcoreana dirigida por Kang Cheol-woo y protagonizada por Choi Tae-joon, Choi Soo-young, Hwang Chan-sung, Han Ji-an y Kim Min-kyu. Está basada en la novela homónima de 2010, popular en muchos países asiáticos, que se adaptó también en un webcomic y una película china de 2016. Se emitió del 30 de abril al 19 de junio de 2021 a través de la plataforma Naver TV, así como, en transmisión simultánea, iQiyi y Viki.

## Sinopsis
Hoo Joon (Choi Tae-joon) es una de las más grandes estrellas del entretenimiento de Corea del Sur. En cierta ocasión asistió a un evento en un nuevo lugar nocturno de moda. Una joven y aspirante reportera de una revista, Lee Geun-young (Choi Soo-young), fue enviada a cubrir la inauguración y, sin querer, fue testigo de ciertos comportamientos groseros y maleducados por parte de Hoo Joon... para luego proceder a vomitar encima de él por accidente. Luego de esto la revista decidió despedirla y ella asumió que fue Hoo Joon quien orquestó su despido.

## Reparto

### Protagonistas
- Choi Tae-joon como Hoo Joon, una superestrella de fama mundial. A pesar de su comportamiento insensible, Hoo Joon es una persona pura que lleva el dolor de su primer amor.[4][5]
- Choi Soo-young como Lee Geun-young, una reportera de una revista que sueña con llegar a lo más alto en su profesión, pero se convierte en la  «antifan número 1» de Joon después de que su vida se arruine por su culpa.[4]
- Hwang Chan-sung como JJ/Choi Jae-joon, de familia chaebol, es director ejecutivo de una agencia de entretenimiento, Spigen Entertainment.[6]
- Han Ji-an como Oh In-hyung, una cantante en ascenso.[6]
- Kim Min-kyu como Ko Soo-hwan, el fotógrafo y amigo de Geun-young.[7]

### Secundario
- Kim Sun-hyeok como Seo Ji-hyang, el mánager de Joon, al que cuida como a un hermano menor.[7]
- Kim Ha-kyung como Shin Mi-jung, la mejor amiga de Geun-young desde la escuela primaria.[7]
- Dong Hyun-bae como Han Jae-won, productor de programas de televisión.[8][9]
- Im Do-yun como No Do-yoon.[9]
- Baek Seung-heon como Shin-hyung, el novio de Mi-jung desde hace mucho tiempo.[9]
- Ji Ho-sung como Kang Ji-hyuk, el aprendiz de Joon al que cree y sigue como si fuera su propio hermano.[10]
- Kim Hyung-min como Roy Ahn, el exnovio de Geun-young, que es chef.[11]
- Kim Min-kyo como director ejecutivo de la agencia de Joon, Shooting Star.[12]
- Yoo Seo-jin como Moon-hee, el editor jefe de la compañía de Geun-young.
- Song Chae-yoon como Cha Yoo-ri, la mayor fan de Joon en su club de fans.[13]
- Park Dong-bin como Jo Hae-yoon, un abogado de mente fría, asesor de la agencia Spigen Entertainment.[14]

### Apariciones especiales
- Song Ji-eun como azafata de vuelo (ep. 13).[15]
- Sung Hoon como Choi Jae-hee, el hermano mayor de JJ.
- Jeon So-min como Kim Da-hyun (ep.11).[16]

## Producción
La lectura del guion, tras un largo proceso de preparación, se hizo el 28 de agosto de 2018.
El rodaje de la serie comenzó inmediatamente después y se concluyó en el tiempo previsto. Se anunció que había sido prevendida a 160 países, pero después no se encontró ningún canal para ser emitida en Corea del Sur, por lo que su estreno se retrasó casi tres años. Además, los dos protagonistas masculinos mientras tanto tuvieron que cumplir el servicio militar, y Choi Soo-young adquirió otros compromisos, lo que hizo imposible contar con ellos para promocionar la serie. Entonces se señalaba como alternativa la teevisión en línea.